# Ordrimouille
Die Ordrimouille ist ein kleiner Fluss in Frankreich, der im Département Aisne in der Region Hauts-de-France verläuft. Sie entspringt im Gemeindegebiet von Épieds, entwässert generell Richtung Nordnordwest und mündet nach rund 16 Kilometern an der Gemeindegrenze von Nanteuil-Notre-Dame und Armentières-sur-Ourcq als linker Nebenfluss in den Ourcq. Im Oberlauf quert die Ordrimouille die Autobahn A4 und die Bahnstrecke Paris–Strasbourg, im Mündungsabschnitt auch noch die Bahnstrecke Trilport–Bazoches.

## Orte am Fluss
(Reihenfolge in Fließrichtung)
- Trugny, Gemeinde Épieds
- Épieds
- Brécy
- Coincy
- Nanteuil-Notre-Dame